# Gilbert Keith Chesterton

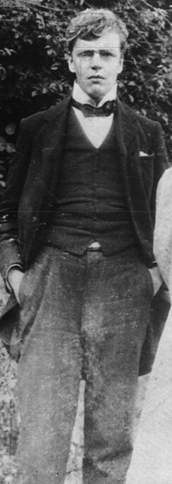
Fotografie G.K. Chestertona z roku 1898

Gilbert Keith Chesterton (29. května 1874 – 14. června 1936) byl anglický spisovatel. Jednalo se o autora románů a detektivek, literárního a společenského kritika a diskutéra, novináře, esejistu, básníka, historika, dramatika, křesťanského myslitele a zastánce katolicismu.

## Život
Pocházel ze zámožné londýnské rodiny (po matce byl francouzského původu). Studoval malířství na Sladově akademii, studium nedokončil, od r. 1895 se živil jako novinář. Po vážné duševní krizi kolem roku 1893 se stal anglikánem, jeho postoje se však postupně přibližovaly stanoviskům katolické církve, do které formálně vstoupil (byl pokřtěn) až roku 1922. Roku 1901 se oženil s Frances Blogg, jejich manželství zůstalo bezdětné. Během búrské války se Chesterton postavil na stranu Búrů, tehdy se také spřátelil s Hilairem Bellocem, tento přítel ho pak výrazně ovlivňoval až do konce života. Společně často polemizovali s G. B. Shawem a H. G. Wellsem, od Shawa dostali přezdívku „Chesterbelloc“. Roku 1912 vypukla tzv. Marconiho aféra, při které se kromě jiných také Chestertonův bratr Cecil snažil odhalit korupci na nejvyšších vládních místech. Aféra hluboce otřásla Chestertonovým míněním o anglických státních institucích, které od té doby stále častěji prohlašoval za prohnilé a ovládané plutokracií. Od roku 1925 do smrti Chesterton vydával týdeník G. K.’s Weekly, na jehož stránkách společně s Bellocem šířil především své politické názory. S Bellocem prosazovali program tzv. distributivismu, jeho cílem byla rovnoměrnější distribuce výrobních prostředků. Jeho bratrancem byl politik A. K. Chesterton.

## Dílo
Chesterton napsal přibližně osmdesát knih, několik set básní, kolem dvou set povídek, čtyři tisíce esejů a několik her. Působil jako sloupkař pro noviny Daily News, Illustrated London News a vlastní G.K.’s Weekly. Psal i články pro Encyklopedii Britannica, pro 14. vydání (vyšlo r. 1929) například vytvořil heslo Charles Dickens a část hesla Humor. Jeho nejznámější literární postavou je kněz z detektivních povídek Otec Brown. Za předlohu mu posloužil jeho přítel, katolický kněz John O` Connor, který ho provázel na cestě spirituálního hledání až ke konverzi na katolickou víru. Z jeho románů je pravděpodobně nejvíce známý Anarchista Čtvrtek. Ještě před svým vstupem do katolické církve byl Chesterton zapřisáhlým křesťanem, křesťanská témata a symbolika se objevují ve většině jeho děl. Ve Spojených státech jsou známá jeho díla týkající se distributivismu, protože je popularizoval časopis American Review (vydávaný v New Yorku Sewardem Collinsem).
Ve svých dílech obhajuje tradiční hodnoty. Ve vážných komentářích o světě, vládě, politice, ekonomice, filozofii, teologii a o mnoha dalších tématech často využíval formu paradoxu. Výrazným znakem Chestertonova díla je vtip a smysl pro humor. Když noviny The Times požádaly několik význačných osobností, aby napsaly esej na téma „Co je na světě špatného“, Chesterton si pro svůj příspěvek zvolil formu dopisu:
Vážení pánové, to já.

S úctou G. K. Chesterton
Velká část Chestertonova díla včetně detektivních povídek o Otci Brownovi se stále vydává.

### Poezie
Ačkoli Chestertonova poezie věrně odráží jeho přesvědčení a postoje, většina jí není příliš známa. Chesterton debutoval r. 1900 dvěma sbírkami básní. Další básně pak publikoval v samostatných sbírkách, nebo je často vkládal do svých prozaických děl.
Česky jich několik bylo publikováno v rámci Archů Josefa Floriana, v Akordu a Arše, jako soukromý tisk vyšlo Gloria in profundis r. 1929. První výbor vyšel r. 2004 pod názvem Souzvuk barev, sestavil jej a přeložil Josef Hrdlička.
Chestertonovou literárně nejkvalitnější básní je pravděpodobně balada Lepanto, nejznámější je pak The Rolling English Road a nejčastěji citovanou je patrně The Secret People („we are the people of England; and we have not spoken yet”). Mezi další hojně obdivované básně patří A Ballade of Suicide a The Ballad of the White Horse.

### Eseje a polemiky
- Obrany (The Defendant, 1901, česky 1976)
- Ohromné maličkosti (Tremendous trifles, 1905, česky 1925)
- Heretikové (Heretics, 1905, česky 1915)
- Ortodoxie (Orthodoxy, 1908, česky 1947 a 2000), autorovo porozumění a obrana víry
- Co je špatného na světě (What's Wrong with the World, 1910, česky 1925)
- Bouře a úvahy ( Alarms and Discursions, 1910)
- Pověra rozvodu (The superstition of divorce, 1920, česky 1926)
- Eugenika (Eugenics and other evils, 1922, česky 1928)
- Nesmrtelný člověk (The Everlasting Man, 1925, česky 1927), C.S. Lewisem označena jako nejlepší populární apologetika (obhajoba křesťanství)

### Literární kritiky
Chesterton vytvořil řadu studií o anglické literatuře, např. Robert Browning (1903), Charles Dickens (1906) a Bernard Shaw (1910, česky 1926).

### Portréty katolických světců
- Svatý František z Assisi (St. Francis of Assisi, 1923, česky 1993)
- Svatý Tomáš Akvinský (St. Thomas Aquinas, 1933, česky 1947, 1993)

### Fantastické a detektivní příběhy
- Napoleon z Notting Hillu (The Napoleon of Notting Hill, 1904) – první román, odehrává se v roce 1984, není však zobrazen technologický pokrok, ale doba, kdy jsou londýnské čtvrtě schopny bojovat za svoje tradice a ideály
- Klub podivných živností (The Club of Queer Trades, 1905, česky 1923) – povídky, ve kterých jsou odhalovány záhadné živnosti členů výstředního klubu. Touto knihou se inspirovala i jedna ze zápletek českého filmu Rakev ve snu viděti... z roku 1968
- Anarchista Čtvrtek (The Man Who Was Thursday, 1908, česky jako Kamarád Čtvrtek, 1913, Anarchista Čtvrtek, 1987, Muž, který byl Čtvrtek, 2009) – fantastický román s detektivními prvky, básník Syme se jako obhájce řádu a tradičních hodnot dostává do anarchistické organizace, potýká se s jejími členy a hledá odpověď po smyslu svého snažení. V roce 2000 natočil rozhlasovou adaptaci románu režisér Ivan Chrz v hlavní roli s Jiřím Ornestem.
- Koule a kříž (Ball and cross, 1909, česky 1923)
- Manalive (Muž, který byl příliš živý, 1912, česky 1925)
- Létající hospoda (také Létací hostinec, The Flying Inn, 1914), fantastický satirický román
- Povídky o dlouhém luku (The Tales of the Long Bow, 1925, česky 1927), soubor povídek
- Návrat Dona Quijota (The Return of Don Quixote, 1927, česky 1985)
- Klub zneuznaných mužů (Four Faultless Felons, 1930), povídky, v nichž se zdánlivě zločinné činy ukazují jako ušlechtilé
- Muž, jenž věděl příliš mnoho (The Man Who Knew Too Much, 1922, česky 1926)
- Paradoxy pana Ponda (The Paradoxes of Mr. Pond, 1936, česky 1985), detektivní povídky

### Povídky otce Browna
Nejznámější z Chestertonova díla jsou detektivní povídky, v nichž hraje hlavní roli kněz Brown.
- Nevinnost otce Browna (také Prostota otce Browna, The Innocence of Father Brown, 1911, česky 1918)
- Moudrost otce Browna (The Wisdom or Father Brown, 1914, česky 1924)
- Nedůvěra otce Browna (také Pochybnosti otce Browna, The Incredulity of Father Brown, 1926, česky 1927)
- Tajemství otce Browna (The Secret of Father Brown, 1927, česky 1947)
- Skandál otce Browna (The Scandal of Father Brown, 1935, česky 1992)
- Povídky otce Browna (The Father Brown Stories, 1963, česky 1966)

### Aforismy a paradoxy
- Moudrost a vtip G. K. Chestertona. Karmelitánské nakladatelství. 2006 ISBN 978-80-7195-211-4 (vybral a přeložil Alexander Tomský)
- Moudrost a vtip G. K. Chestertona II. Leda a Rozmluvy. 2010 ISBN 978-80-85336-97-9 (vybral a přeložil Alexander Tomský)

### Autobiografie
- Autobiografie (Autobiography, 1936, česky 1997), vydaná posmrtně

### Antologie
- Úžas, radost a paradoxy v díle G. K. Chestertona. Karmelitánské nakladatelství. 2007 ISBN 80-7195-191-9 (vybral Alexander Tomský)